# کامیلا فون هولای
کامیلا فون هولای (مجاری: Camilla von Hollay؛ ‏ ۱۱ ژوئیهٔ ۱۸۹۹ – ۹ فوریهٔ ۱۹۶۷) بازیگر اهل مجارستان بود.
از فیلم‌ها یا برنامه‌های تلویزیونی که وی در آن نقش داشته‌است، می‌توان به واترلو و پوتسدام اشاره کرد.